# Västra Eds församling
Västra Eds församling är en församling i Linköpings stift inom Svenska kyrkan. Församlingen ingår i Norra Tjusts pastorat och ligger i Västerviks kommun i Kalmar län.
Församlingskyrka är Västra Eds kyrka.

## Administrativ historik
Församlingen har medeltida ursprung. 
Församlingen utgjorde till 1619 ett eget pastorat. År 1619 utbröts Östra Eds församling och från denna tidpunkt till 1972 var denna församling moderförsamling i pastoratet Västra Ed och Östra Ed. År 1931 utbröts delar av församlingen till den nybildade Överums församling. Från 1973 var församlingen moderförsamling i pastoratet Västra Ed och Ukna som 1992 utökades med Loftahammars församling. Från 2007 ingår församlingen i Norra Tjusts pastorat.

## Kyrkoherdar
| Ämbetstid | Namn                    | Levnadstid | Övrigt                                     |
| --------- | ----------------------- | ---------- | ------------------------------------------ |
| 1570–1594 | Nicolaus Arvidi         | –1594      | Prost.                                     |
| 1596–1614 | Petrus                  |            |                                            |
|           | Matthias Magni          |            | Senare komminister i Eds kapellförsamling. |
| 1625–1635 | Jonas Hellagius         | –1659      | Senare kyrkoherde i Tingstads församling.  |
| 1635–1688 | Bothvidus Gothovius     | 1590–1688  | Prost och riksdagsman.                     |
| 1670–1684 | Nicolaus Lindebergius   | 1631–1684  |                                            |
| 1684–1692 | Olavus Brandt           | 1643–1692  |                                            |
| 1694–1718 | Nicolaus Andreae Wigius | 1644–1718  |                                            |
| 1720–1733 | Nicolaus Wigius         | 1674–1733  |                                            |
| 1733–1760 | Erik Kindström          | 1688–1760  |                                            |
| 1762–1798 | Adolf Stenhammar        | 1727–1798  |                                            |
| 1799–1817 | Johan Gustaf Noberg     | 1755–1817  |                                            |
| 1818–1841 | Carl Hallström          | 1786–1861  | Senare biskop i Visby stift.               |
| 1845–1865 | Johan Olai              | 1804–1865  | Kontraktsprost.                            |
| 1865–1885 | Carl Otto Rosin         | 1814–1885  | Kontraktsprost.                            |
| 1885–1921 | Herman Brilioth         | 1847–1921  |                                            |
| 1978–1984 | Rolf Wahlgren           | 1936–2019  | [ 6 ]                                      |

## Klockare och organister
| Ämbetstid | Namn                  | Levnadstid | Övrigt                |
| --------- | --------------------- | ---------- | --------------------- |
| 1722-1728 | Arvid Persson         |            | Klockare              |
| 1736-     | Carl Persson          |            | Klockare              |
| 1729-1736 | Lars Jönsson          |            | Organist              |
| 1746-1751 | Jöns/Johan Larsson    |            | Organist              |
| 1763-1776 | Lars Persson          |            | Klockare              |
| 1763-1785 | Johan Eström          | 1726-      | Organist och klockare |
| 1785-1829 | Lars Reinhold Edström | 1763-1829  | Organist och klockare |
| 1830-1842 | Johan Edler           | 1809-      | Organist och klockare |